# 大连市役所旧址
大连市役所旧址，位于辽宁省大连市中山广场5号，位于解放街和鲁迅路之间。现由中国工商银行大连市分行使用。

## 建筑
大连市役所旧址是一座折中主义风格建筑，1919年8月竣工。设计者是关东都督府民政部土木课课长松室重光。正门融入日本破風的意境，塔楼则融入京都祇園祭山車的意象。施工者为清水建設。面积9,870平方米。1947至1950年间由大连市人民政府使用。

## 保护
2001年，大连中山广场近代建筑群公布为第五批全国重点文物保护单位，但仅包含原大连民政署、原朝鲜银行大连支店、原大和旅舍、原东清轮船会社四座建筑，并不包括大连市役所旧址。
2003年9月29日，大连市役所旧址公布为第五批大连市文物保护单位。
2014年10月，大连市役所旧址公布为第九批辽宁省文物保护单位，编号9-206。